# Suberites montalbidus
Suberites montalbidus är en svampdjursart som beskrevs av Timothy F. Carter 1880. Suberites montalbidus ingår i släktet Suberites, och familjen Suberitidae. Arten är reproducerande i Sverige. Inga underarter finns listade.